# Aleksàndrov
Aleksàndrov (en rus Алексaндров) és una ciutat, i centre administratiu, de l'óblast de Vladímir, a Rússia. Es troba a la vora del riu Séraia, un afluent del Xernà, a 120 km al nord-est de Moscou. Les ciutats més properes són Strúnino (a 8 km a l'oest) i Karabànovo (a 9 km al sud). El 2010 tenia prop de 62.300 habitants.

## Història

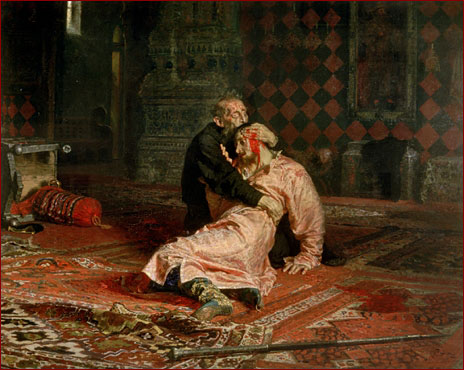
Ilià Repin (1844-1930), Ivan el Terrible i el seu fill Ivan el 16 de novembre de 1581 (1885).

La primera menció de la ciutat es troba en un ukaz del segle XIV d'Ivan I, on s'anomenava Aleksàndrovskaia Slobodà. El 1513 es va construir al costat de la població un palau envoltat per un gran jardi per ordre del gran príncep Basili III, per això la ciutat va rebre el nom de la "Versalles russa".
La ciutat d'Aleksàndrov fou la capital de Rússia durant disset anys, del 1564 al 1581, sota el govern d'Ivan el Terrible, fins que va acceptar tornar la cort a Moscou, únicament després d'obtenir el permís de l'Església Ortodoxa Russa per fundar l'Oprítxnina. És durant aquesta època que, el 1553, havia mort poc després de néixer el seu fill primogènit Dmitri, ofegat en un riu. De l'època d'Ivan se'n conserva l'actual monestir de l'Ascensió de la Mare de Déu. Els edificis oficials de la residència foren malmesos a començaments del segle xvii durant l'anomenada smuta per les tropes poloneses i lituanes. A mitjan segle, el tsar Miquel I va construir-hi un palau de fusta. La ciutat, tot i perdre l'estatus de capital, va continuar sent una important residència de caça per al tsar.
El segle xviii l'antiga sloboda va créixer mitjançant un model planificat, per tant va rebre l'estatus de ciutat el 1778 per decret de Caterina II. El 1788 la tsarina va impulsar un pla d'infraestructures que facilitava la comunicació entre Moscou i Aleksàndrov. El 1870 fou connectada amb tren a la capital de l'Imperi (l'edifici actual de l'esetació fou construït el 1903). A les acaballes del segle xix es desenvolupa una creixent indústria tèxtil. La localitat va créixer força ja al segle xx. Amb la construcció d'una fàbrica de ràdios durant el 1930 la ciutat continuà industrialitzant-se durant el període soviètic.

## Demografia
| 1897  | 1939   | 1959   | 1970   | 1979   | 1989   | 2002   | 2008   | 2010   |
| ----- | ------ | ------ | ------ | ------ | ------ | ------ | ------ | ------ |
| 6 800 | 28 000 | 36 700 | 49 900 | 60 400 | 66 000 | 64 824 | 63 028 | 62 300 |

## Galeria

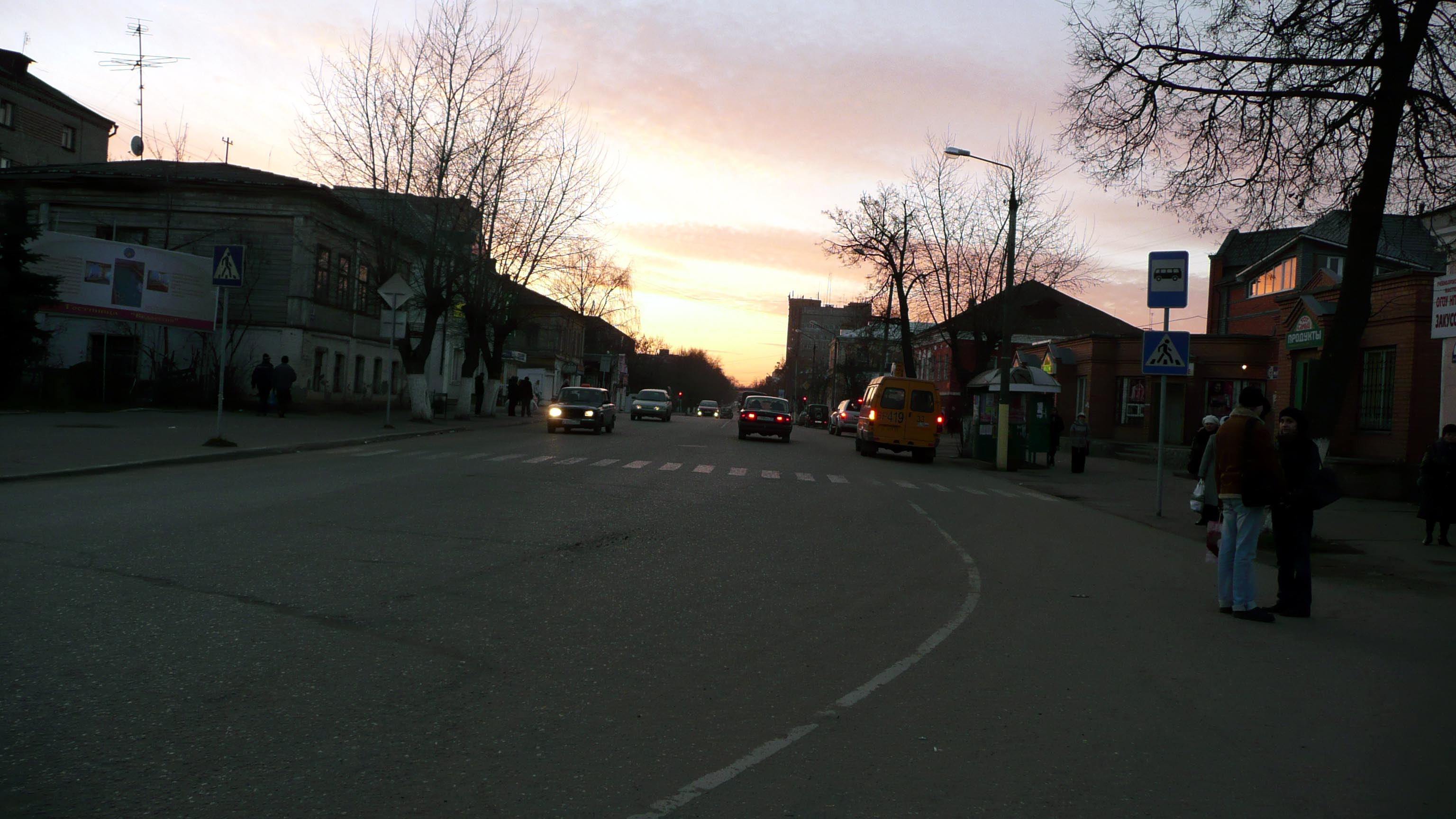
Carrer de Lenin.
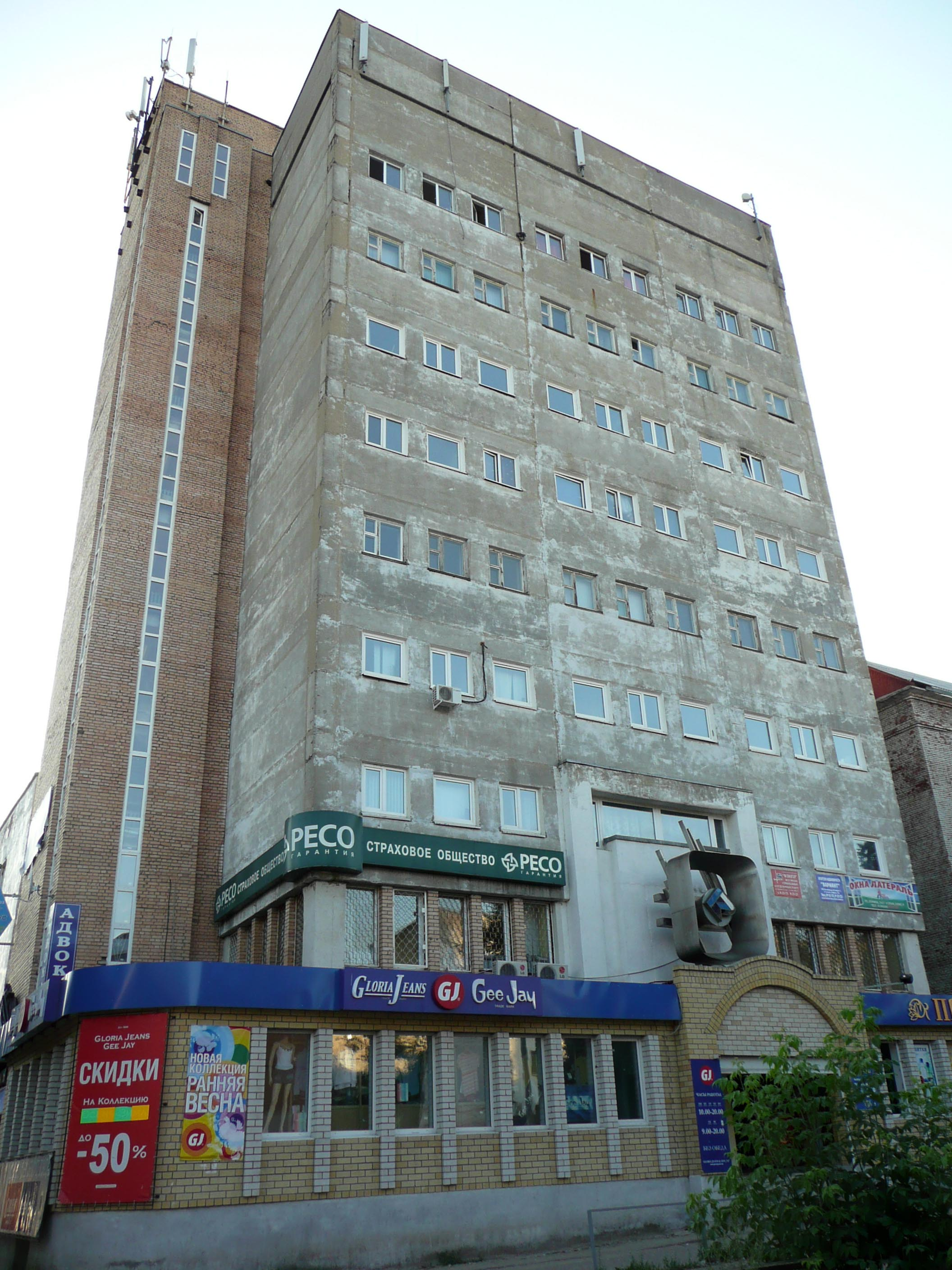
Plaça davant l'antiga fàbrica de ràdios.
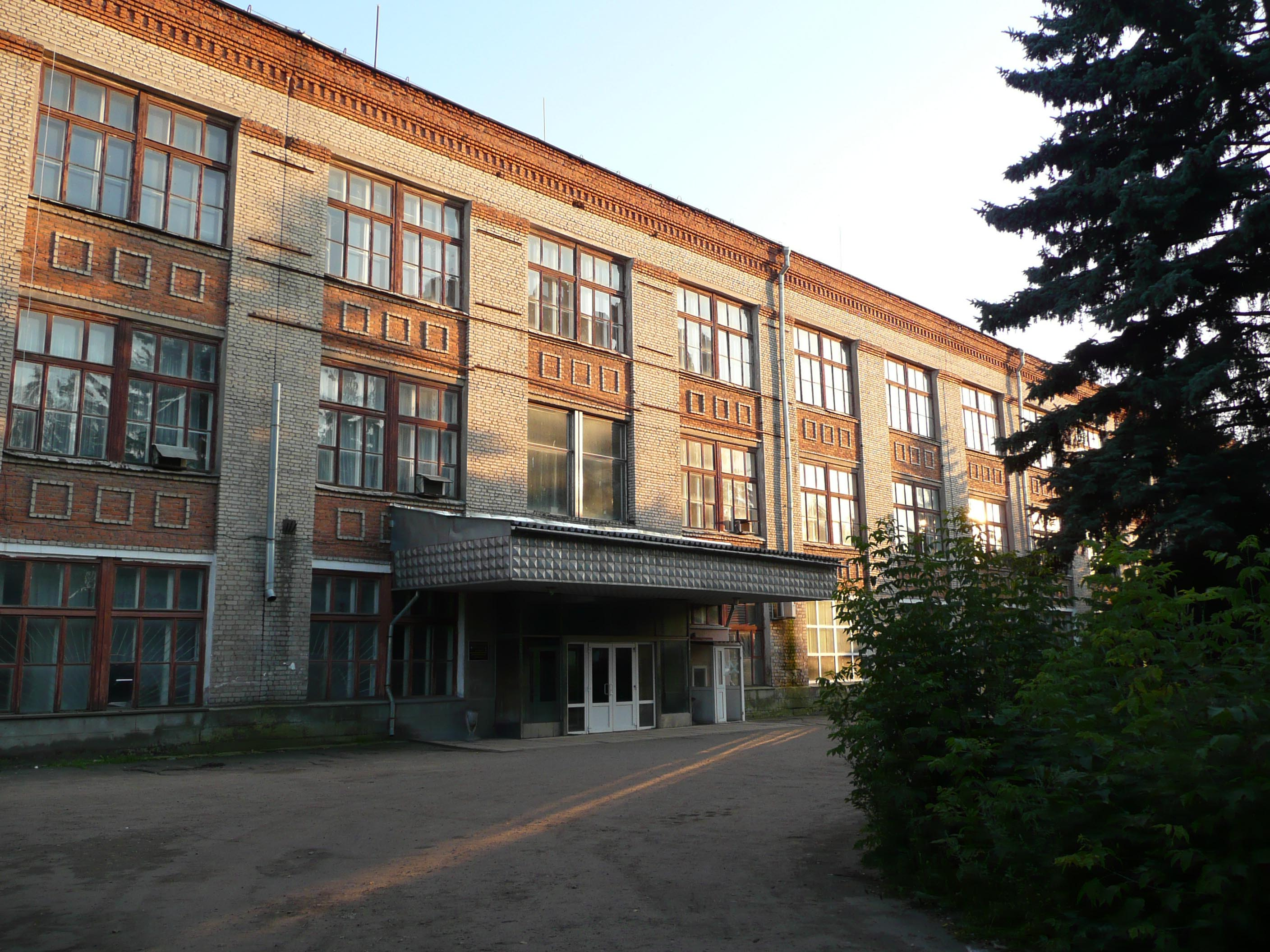
VNISIMSa, L'institut d'investigació científica de tot Rússia de la síntesi de les matèries primeres minerals (producció de monocristalls de quars i diamants).
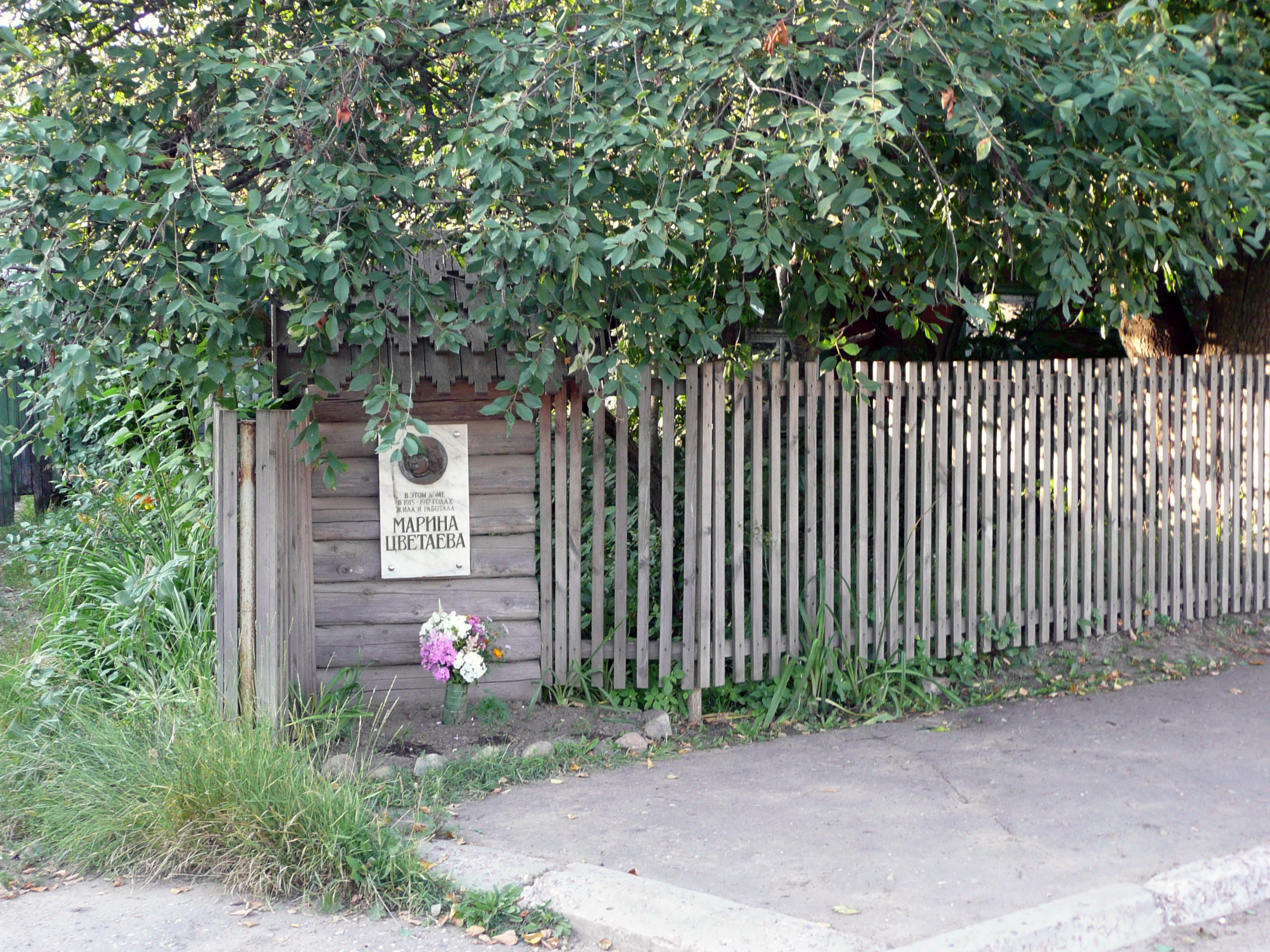
Placa commemorativa al museu Marina Tsvetàieva.
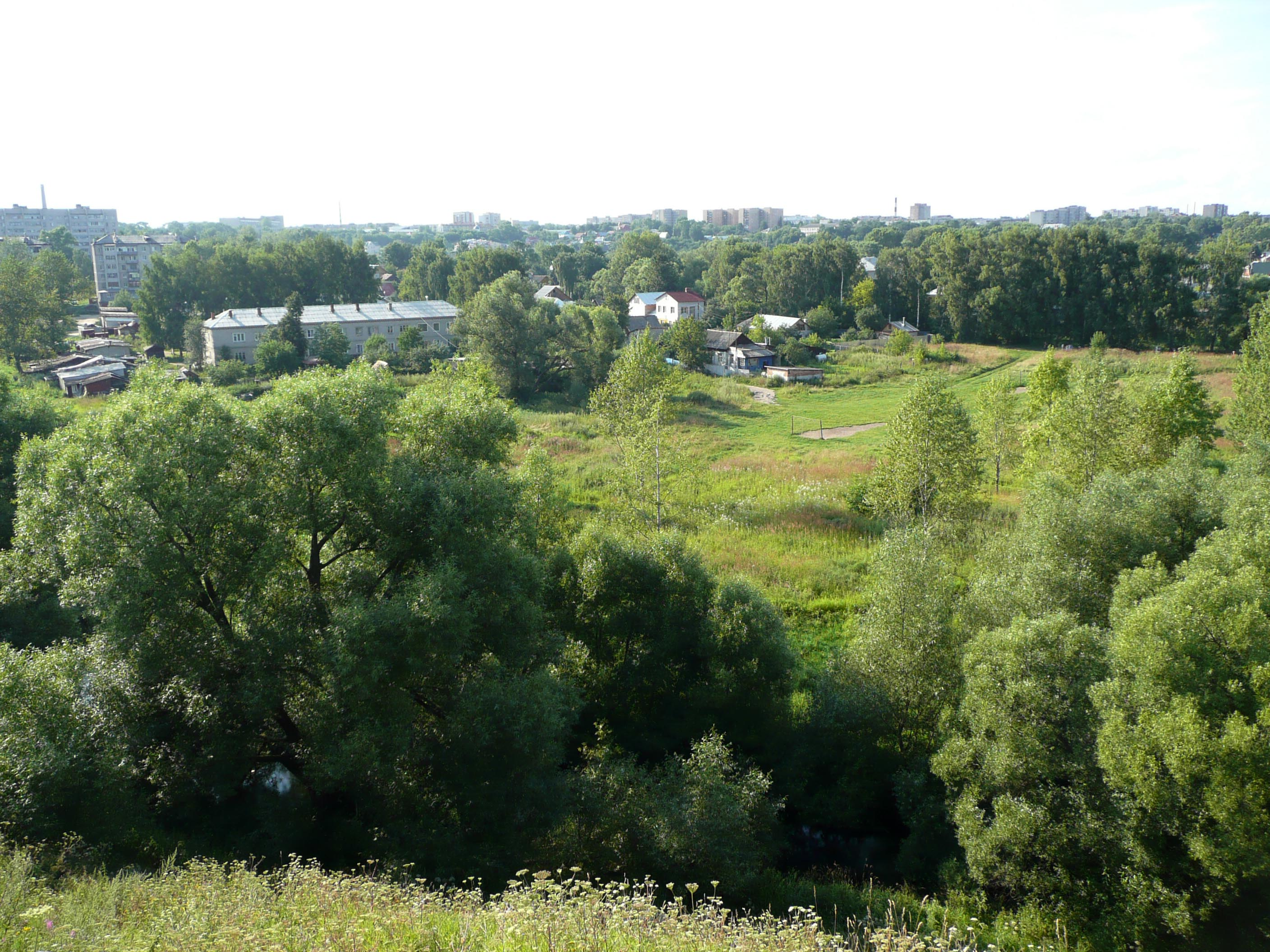
Vista de la ciutat.
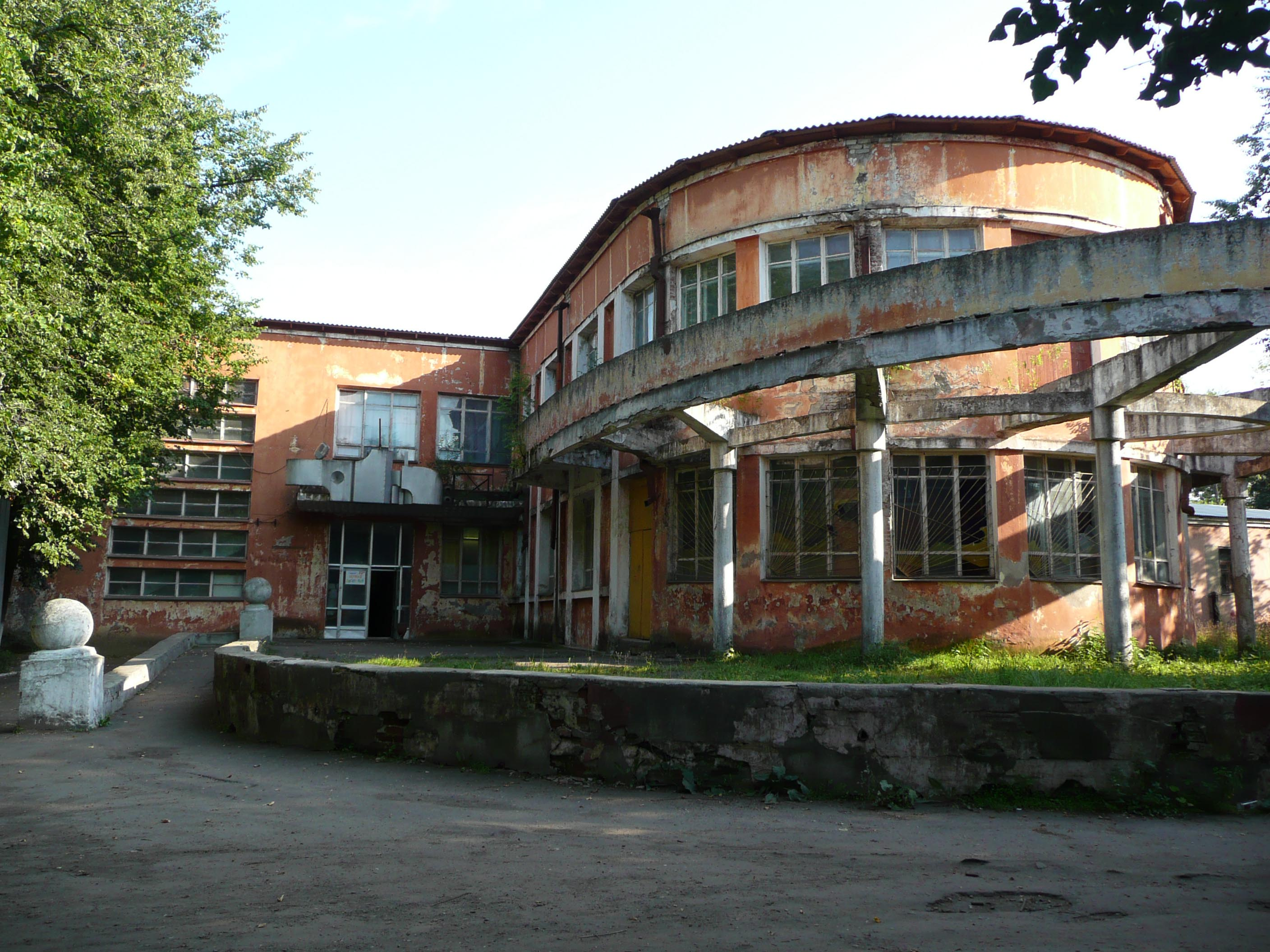
L'edifici del club ISKOZH.
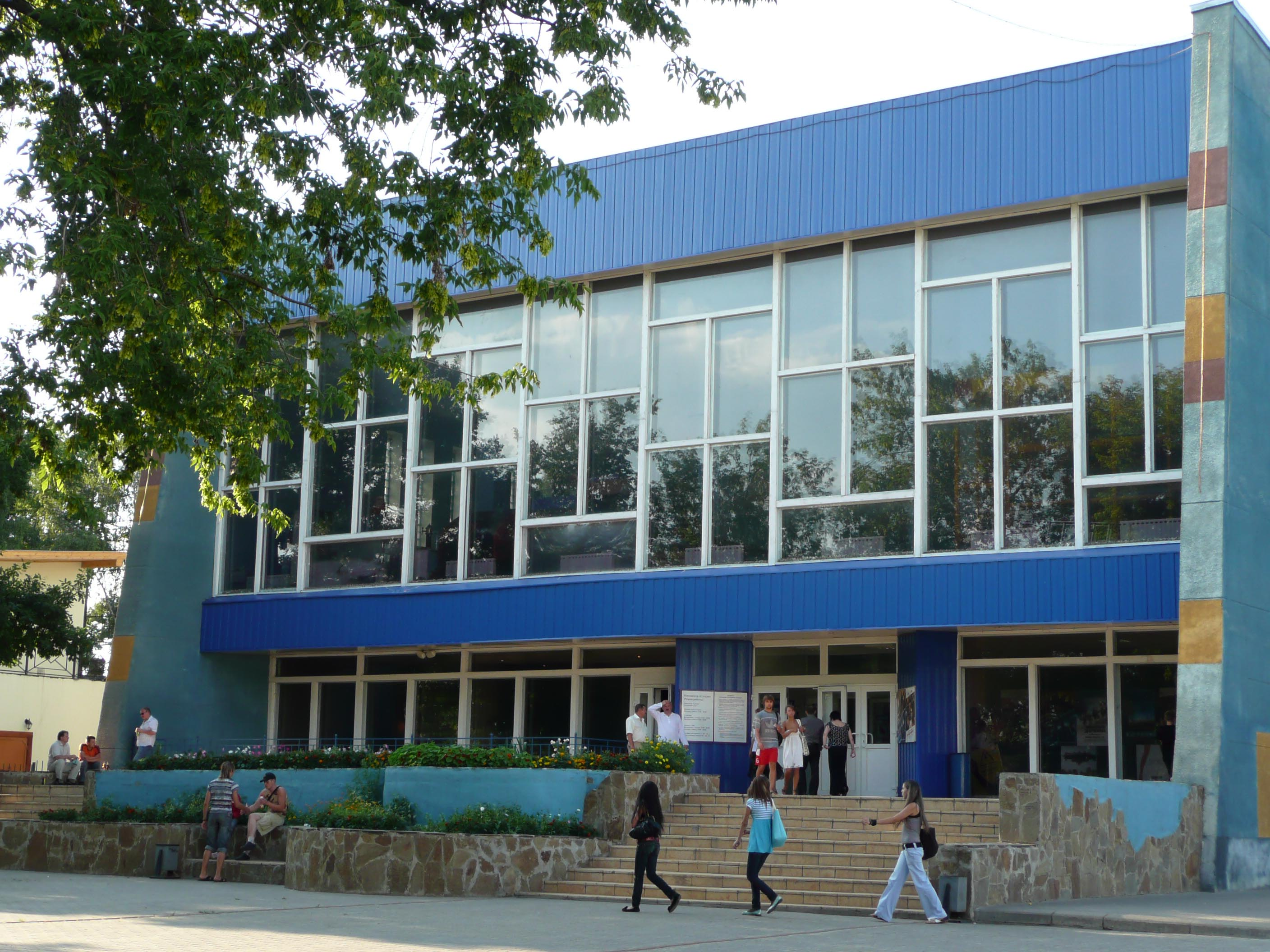
Cine-teatre Saturn.
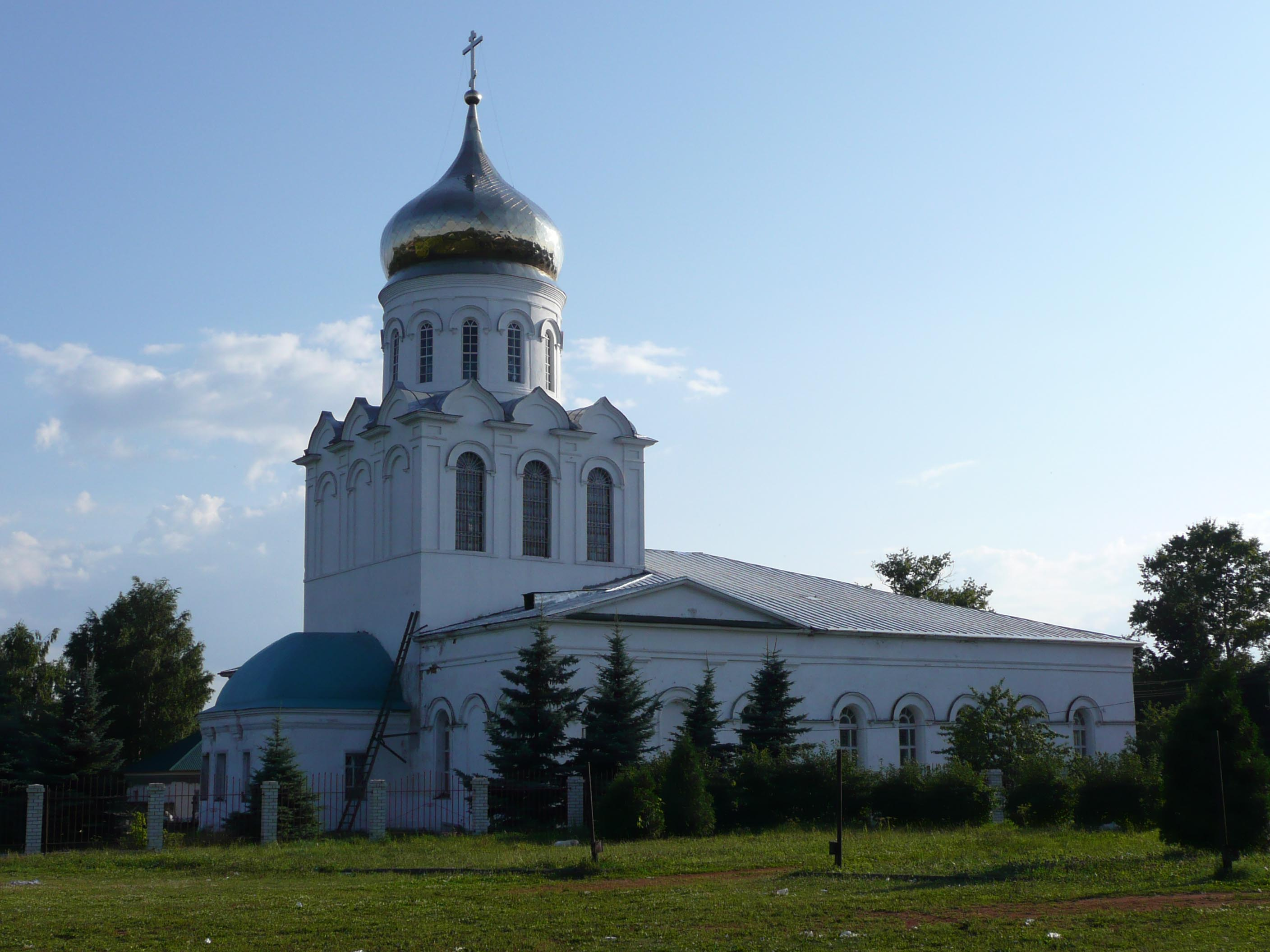
Catedral de la Nativitat de Jesucrist (Собор Рождества Христова).
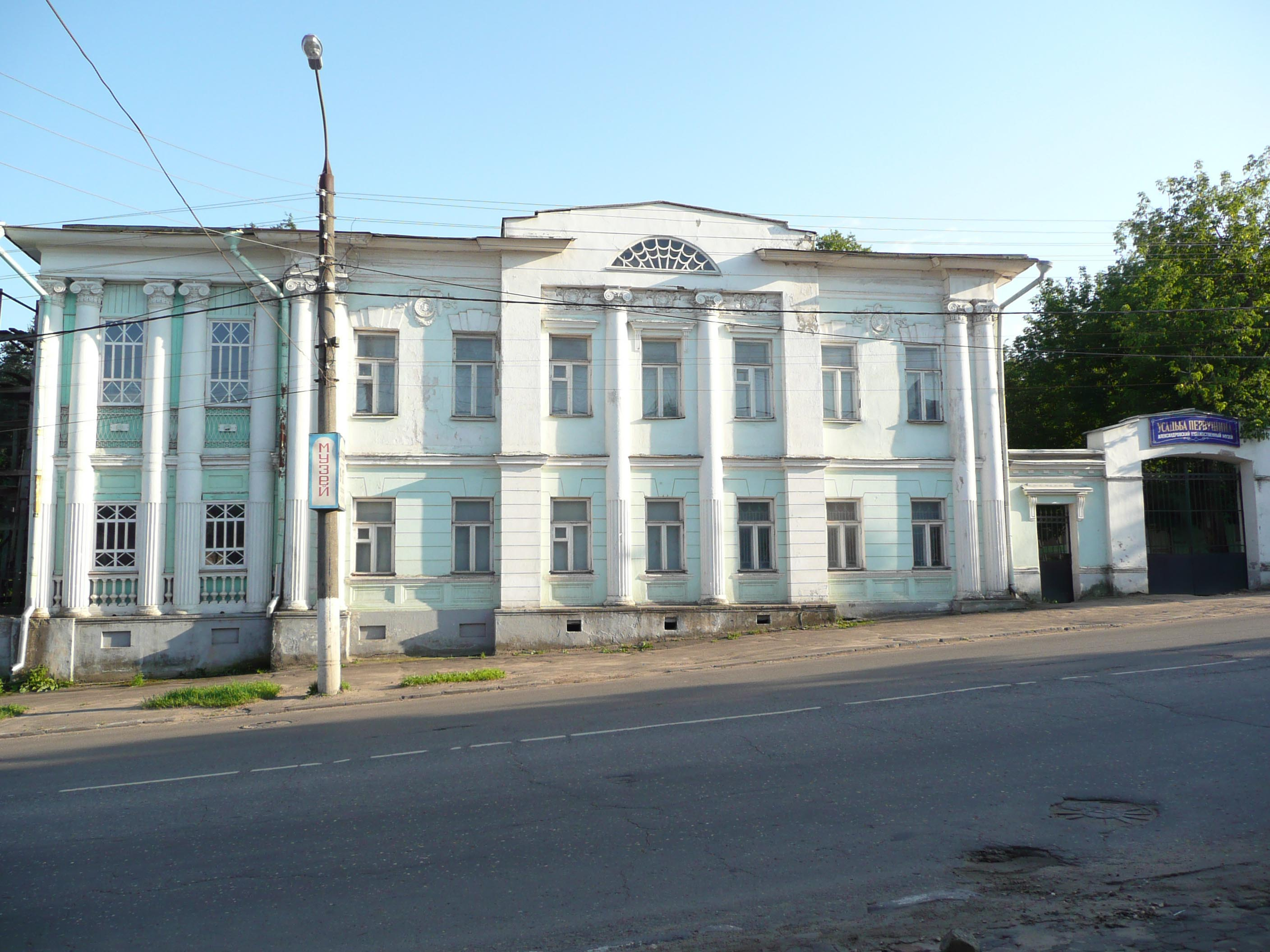
Residència Pervuxina.
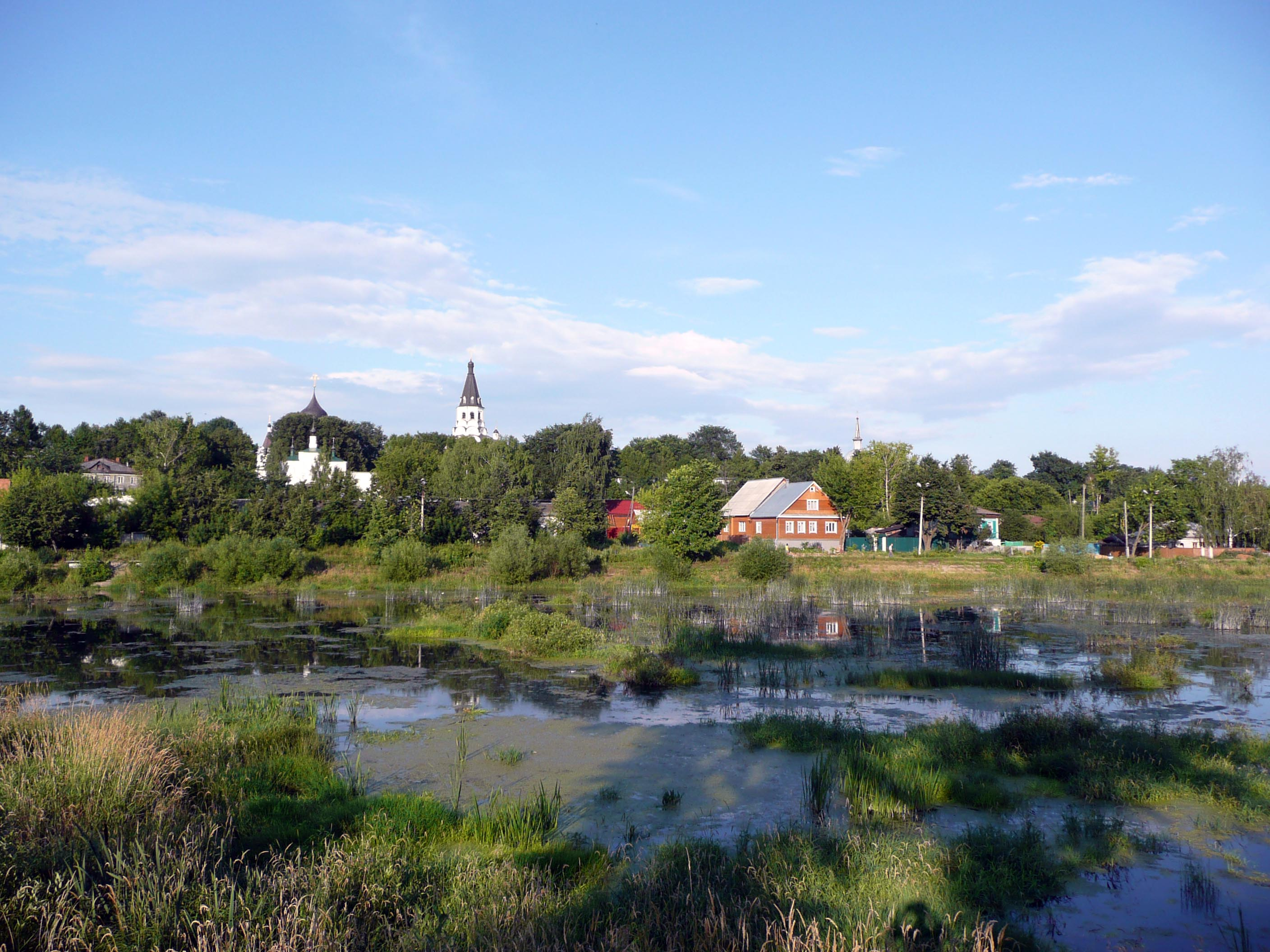
El Seràia des del kremlin d'Aleksàndrov.
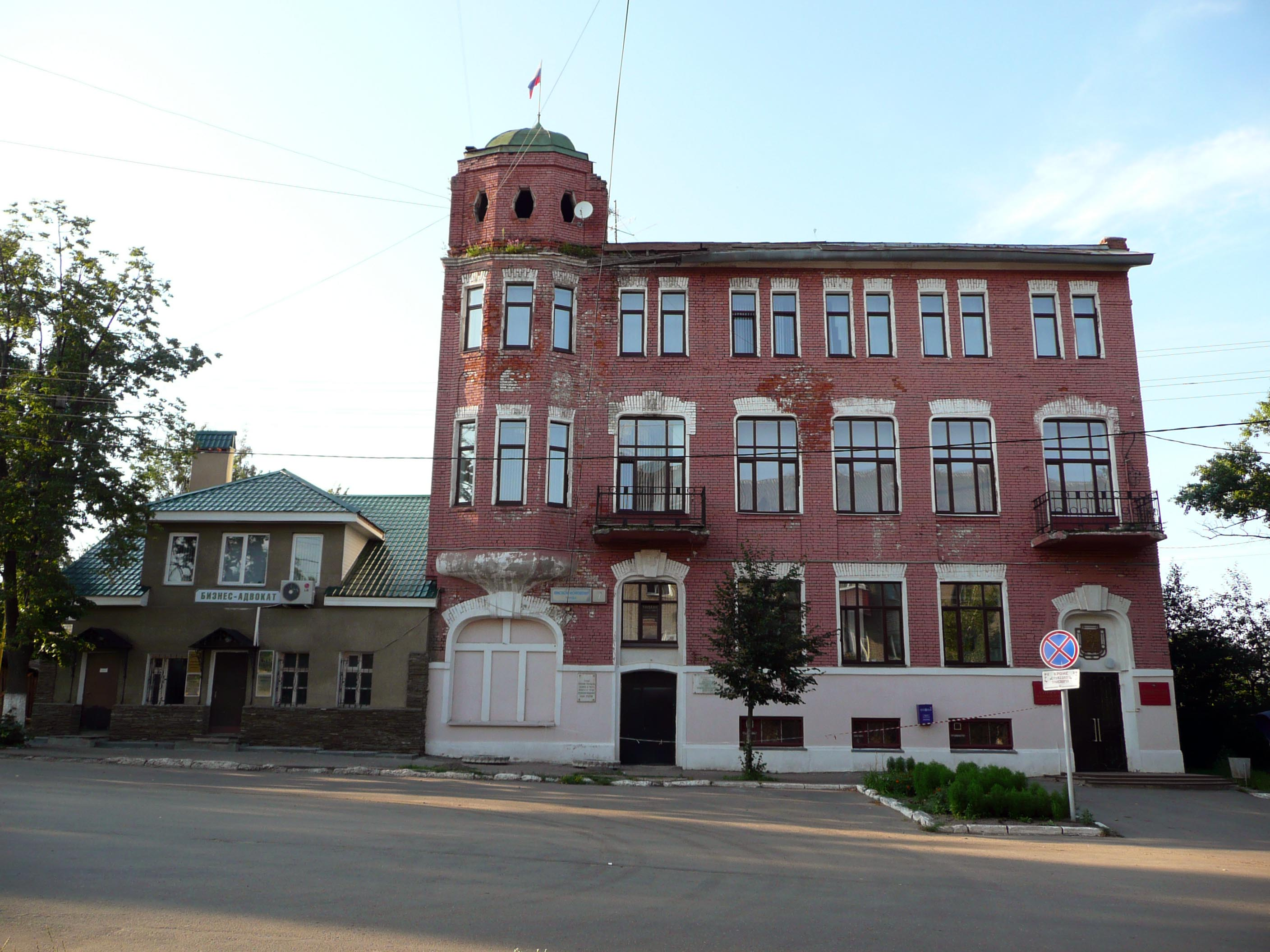
Edifici de l'administració de la província.
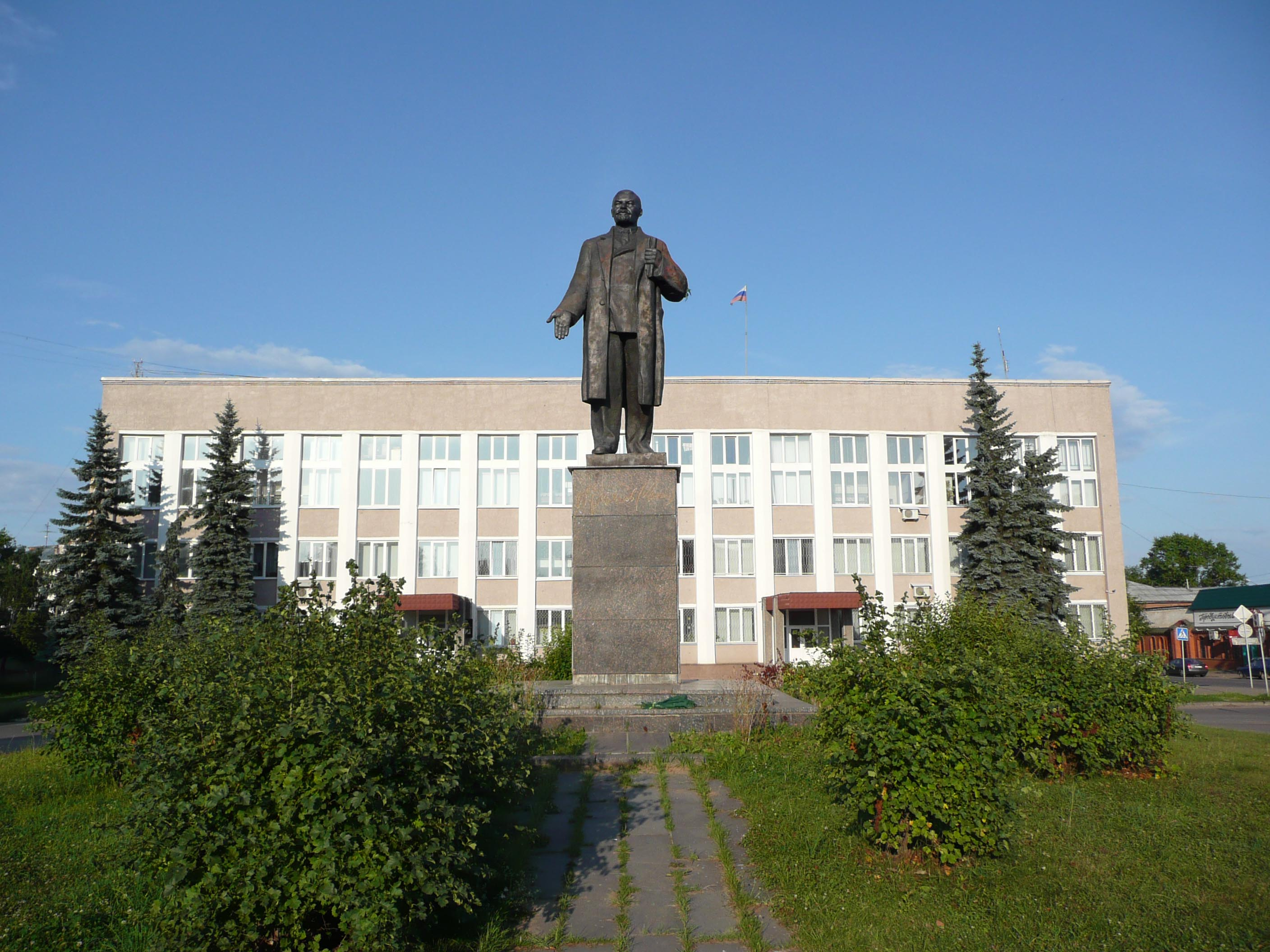
Monument a Lenin.
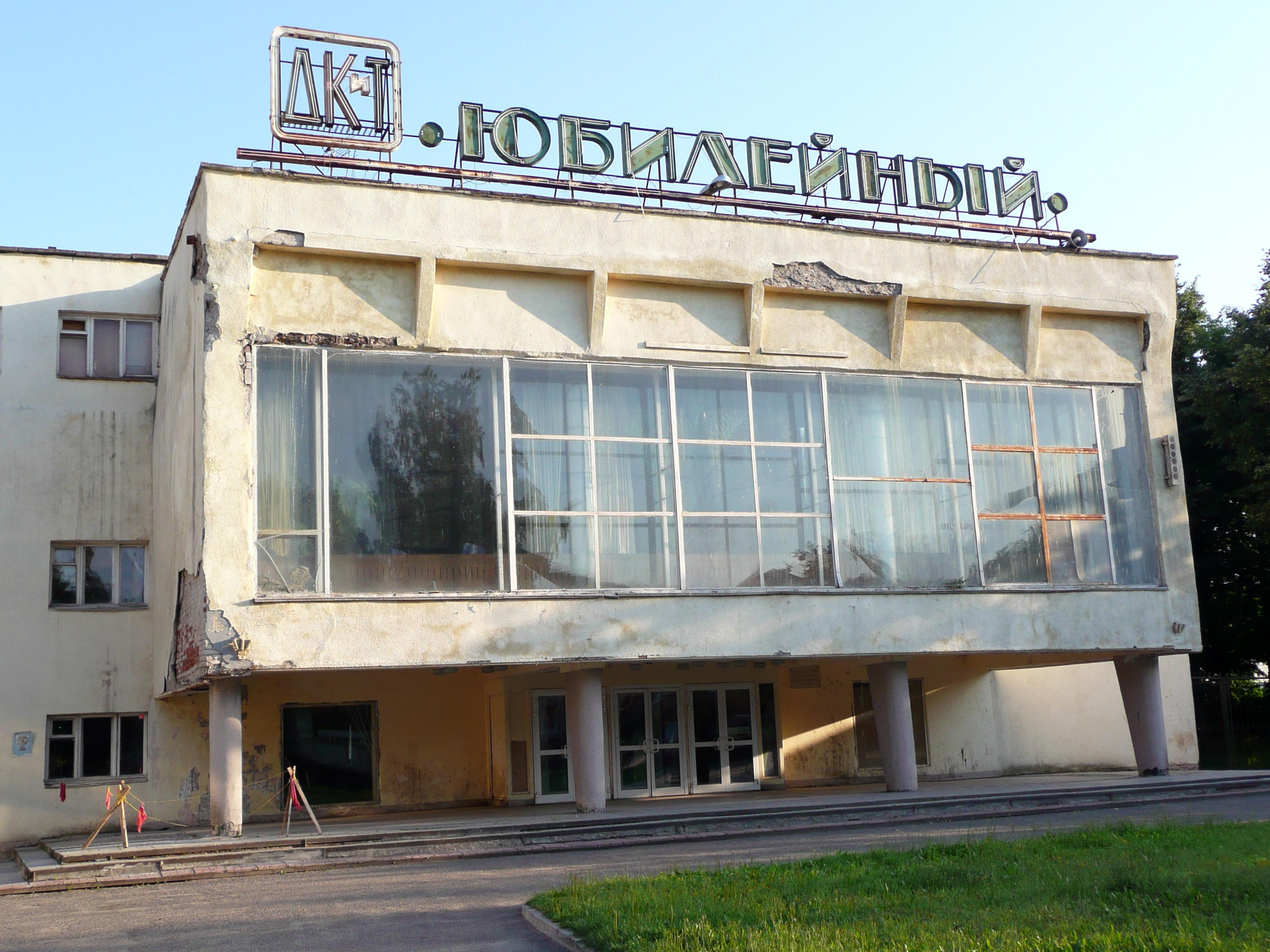
DK "Iubileini".
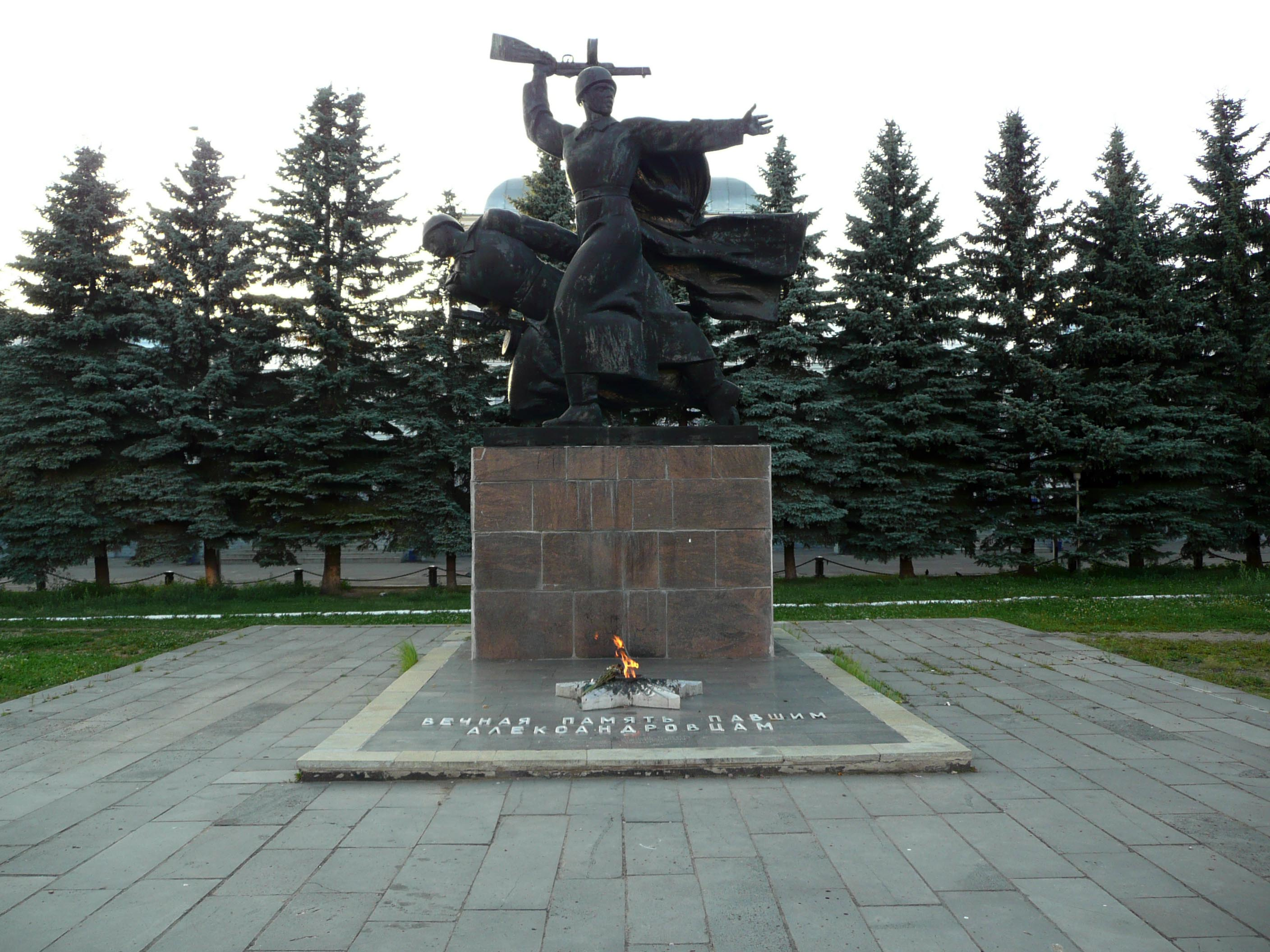
"Foc etern".
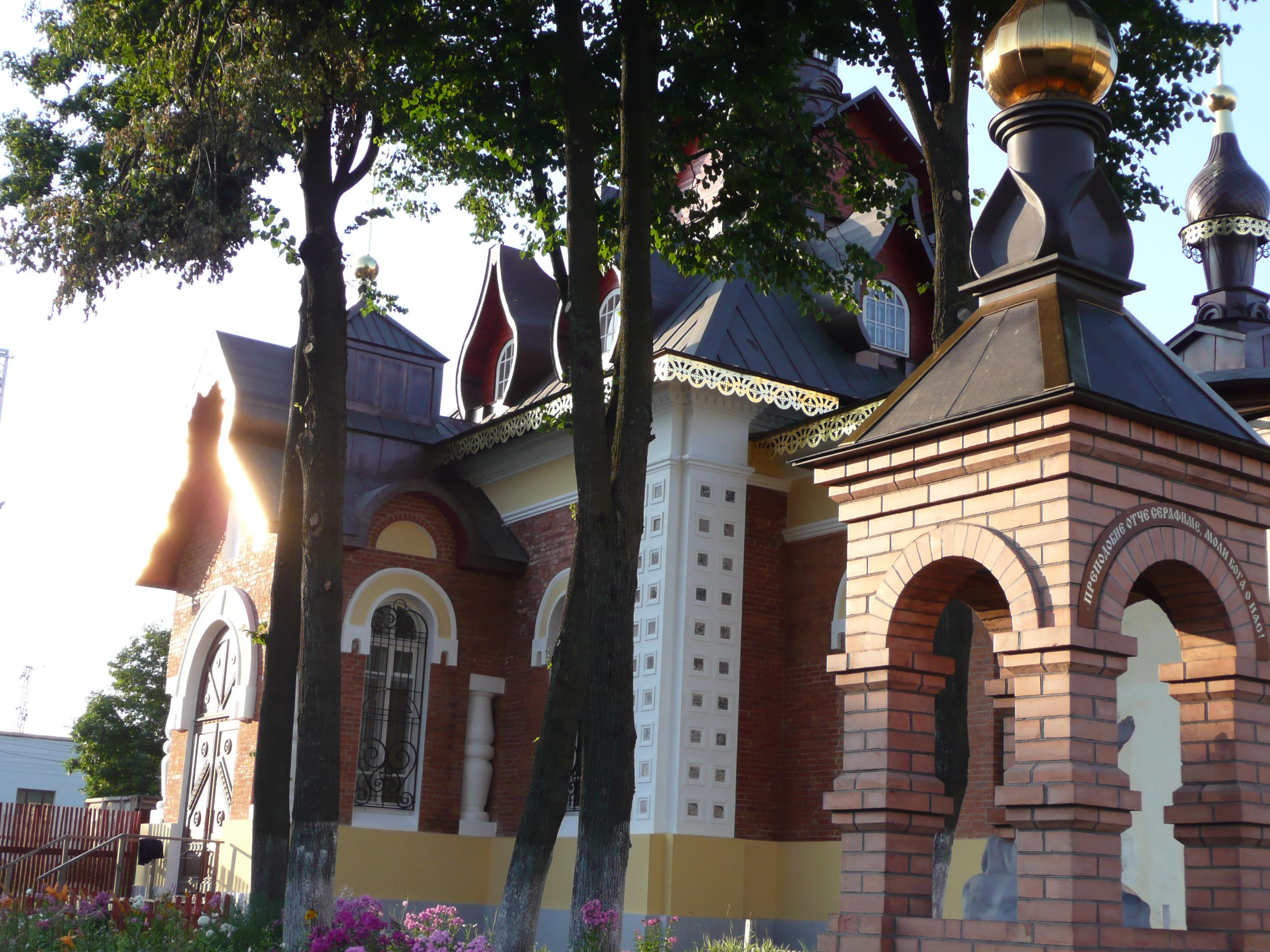
Església de Serafí de Sàrov.
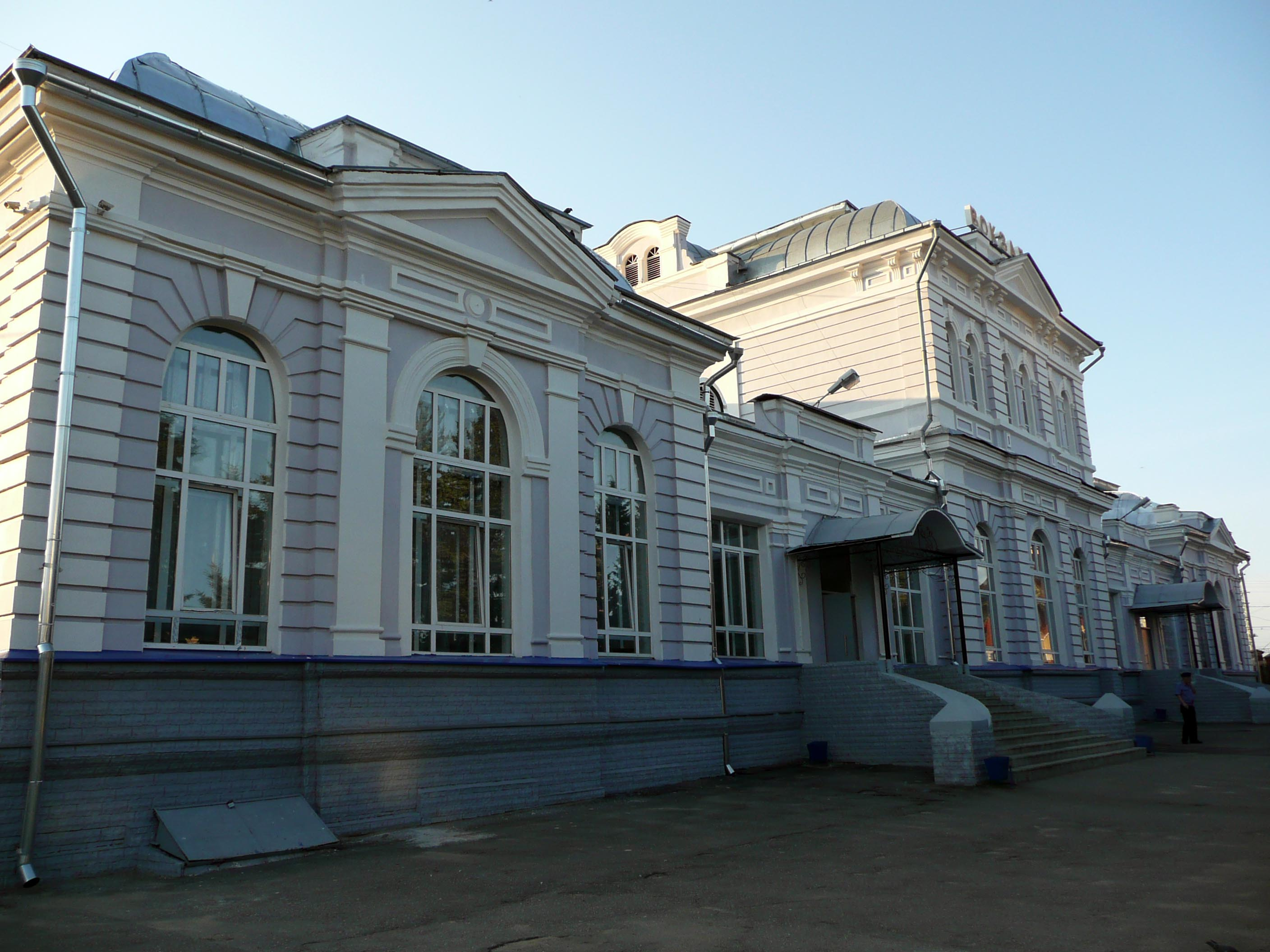
Estació de tren.
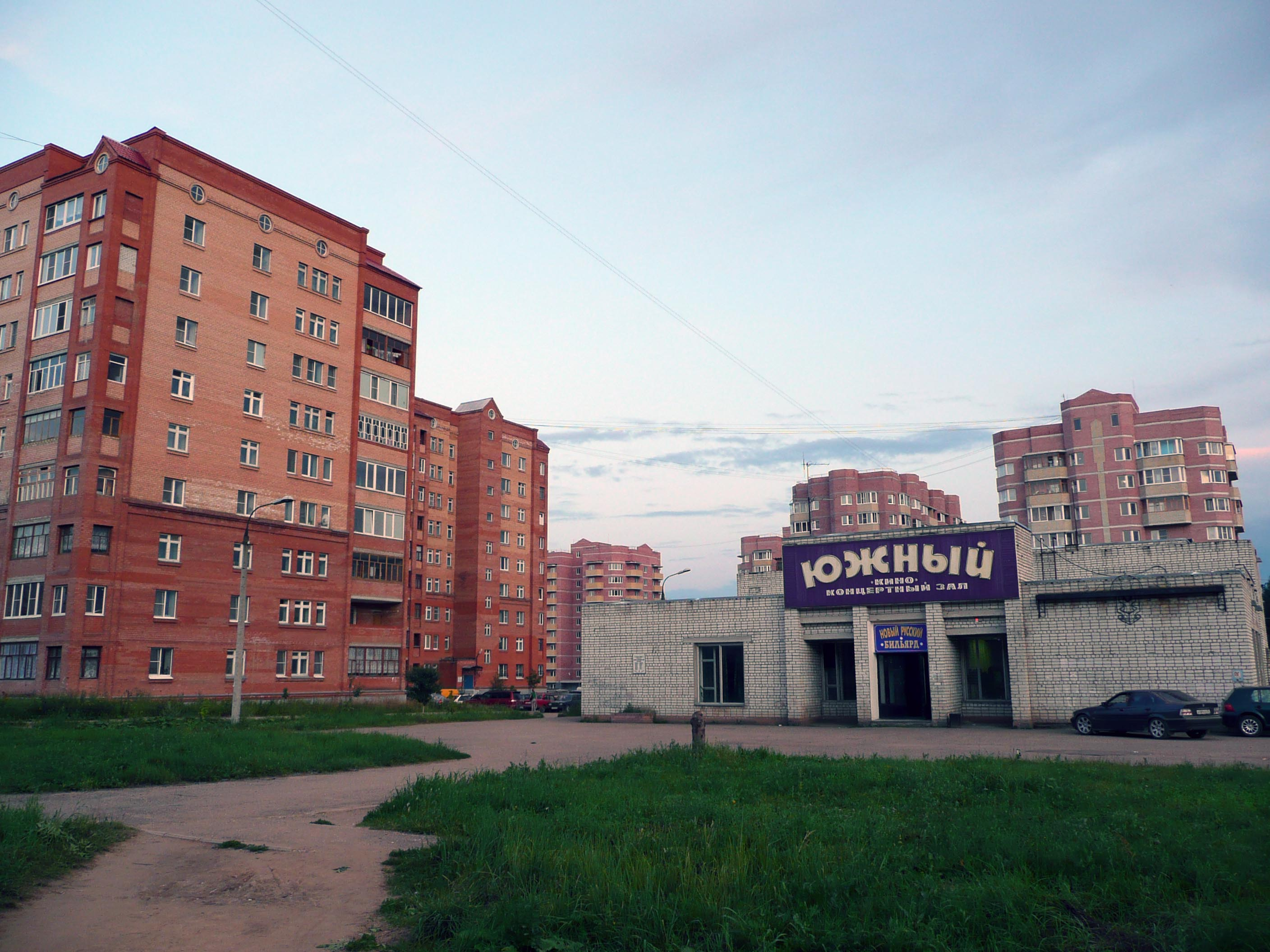
Barri Iujni a Txeremúixkakh.